# Tentative de coup d'État du 25 novembre 1975 au Portugal
La tentative de coup d'État du 25 novembre 1975, aussi appelée crise du 25 novembre 1975 (en portugais Crise de 25 de Novembro de 1975) ou simplement le 25-Novembre (25 de Novembro), a été menée au Portugal par des militants d'extrême gauche pour y implanter le communisme. Cet événement a mis fin au Processus révolutionnaire en cours (PREC) et à un processus de stabilisation de la démocratie représentative au Portugal, .

## Contexte
Le Conseil de la Révolution (CR) a publié un communiqué aux premières heures du 25, à l'issue d'un débat approfondi et houleux, dans lequel Vasco Lourenço a déclaré commandant de la Région militaire de Lisbonne (RML). Après la fin de la réunion, Otelo Saraiva de Carvalho s'est rendu au Commandement opérationnel du continent (COPCON), où certains officiers se réunissaient.
Selon Otelo, « [je] savais que tous ces gens étaient en effervescence en m'attendant, et je vais leur dire quelle avait été la dernière phrase. Lisbonne, [...] Costa Martins, de l'armée de l'air, qui y est étrangement apparu, est le premier à prendre la parole pour dire haut et fort que les parachutistes n'acceptent pas cette situation et qu'ils vont occuper les bases aériennes et le Commandement de la Région Aérienne ». Après avoir quitté COPCON, Otelo a été au secret pendant les heures suivantes.
Les parachutistes de la base d'Escola ont rapidement occupé la base aérienne de Tancos, la base aérienne de Monte Real et la base aérienne de Montijo, ainsi que l'état-major de l'armée de l'air, visant à neutraliser les moyens aériens et à contrôler les communications de la Force aérienne. Le régiment d'artillerie de Lisbonne (RALIS), peu de temps après, a mis en place un appareil militaire aux accès de l'autoroute du Nord, à l'aéroport de Portela et dans la zone de Beirolas, à Loures, qui contenait le stockage de matériel de guerre.